# Мадхав Рао I
Мадхав Рао I (маратхі:माधवराव, 14 лютого 1745 — 18 листопада 1772) — 8-й пешва держави маратхів у 1761–1772. Намагався відновити вплив пешв серед маратхських раджів.

## Життєпис
Походив з династії пешв Бхаті. Був молодшим сином Баладжі Баджі Рао. Після загибелі старшого брата Вішваса Рао у битві при Паніпаті 1761 року стає спадкоємцем батька. Того ж року після смерті Баладжі Баджі Рао стає пешвою.
Із самого початку Мадхав Рао багато зробив для поліпшення військової та фінансової дисципліни. У 1762 році спланував похід проти Карнатаки. Під час походу між Мадхав рао та його дядьком Раґханатх Рао виникли розбіжності, внаслідок чого той залишив небожа й повернувся до Пуни. В цій ситуації Мадхав Рао не мав змоги продовжувати війну, тому незабаром уклав мир й теж відступив до Пуни.
В цей час пешва стикнувся з інтригам дядька, який незабаром підступно захопи Мадхав Рао. Раґханатх Рао вирішив замиритися з Сайїд Мухаммад-ханом, нізамом Хайдарабада, але той, приспавши пильність свого маратхів, вдерся до Декану. Тоді Мадхав Рао втік з-під варти, зібрав військо й 10 серпня 1763 року в битві під Ауранґабадом завдав нищівної поразки нізаму. Це у свою чергу, підняло престиж пешви, який відвоював владу в дядька.
У 1764 році зі значною армією пешва рушив проти Гайдара Алі, султана Майсура. Втім внаслідок інтриг Раґханатх Рао та вправності майсурського володаря, війська маратхів зазнали невдачі. У подальшому політика пешви зводилася до збереження вже контрольованих земель та відновлення авторитету пешви серед маратхських родин. У 1766 році було укладено союз з Хайдарабадом, у 1767 році придушено черговий заколот дядьки, якого помістили під домашній арешт.
Згодом став планувати новий похід проти Майсуру, але у 1770 році захворів на сухоти, від яких помер 18 листопада 1772 року.